# Iultinskaja trasa
Iultinskaja trasa, psáno též Iuľtinskaja trasa (rusky Иультинская трасса, do češtiny lze přeložit jako Iultinská trasa, Iultinská silnice) je silnice v Rusku v Čukotském autonomním okruhu.

## Popis
Iultinskaja trasa je silnice v Rusku v Čukotském autonomním okruhu spojující přístav Egvekinot na břehu Beringova moře s dnes již zaniklou osadou městského typu Iultin. Vede zhruba severojižním směrem a její délka činí přibližně 200 km. Je izolována od zbytku ruské silniční sítě. Jedná se o jedinou dálkovou silnici na Čukotce. Povrch silnice je tvořen šotolinou a je vhodný pouze pro vozidla s pohonem 4x4 a pro nákladní automobily.
Na trase silnice se nachází mimo výchozího bodu, osady městského typu a přístavu Egvekinot (nultý kilometr), a cílového bodu, zaniklé osady Iultin, ještě několik dalších osad – Ozernyj (Озерный, v překladu Jezerní) (13. km), Dorožnyj (дорожный, v překladu Silniční) (87. km), Amguema (Амгуэма) (91. km), Tranzitnyj (транзитный, v překladu Tranzitní) a Geologičeskij (геологический, v překladu Geologický) (150. km). Vzhledem k tomu, že cílový bod silnice, osada Iultin, je od roku 1995 neobydlená, není poslední úsek Geologičeskij – Iultin udržován a je v současné době nesjízdný.
V minulosti existovaly plány na prodloužení silnice z Iultinu do osady Mys Šmidta na pobřeží Severního ledového oceánu, čímž by bylo vytvořeno silniční spojení napříč Čukotkou mezi Beringovým mořem a Severním ledovým oceánem. Podle některých zdrojů byl tento úsek již postaven, tuto informaci však nelze ověřit.

## Historie
Silnice byla postavena koncem 40. let 20. století s využitím vězeňské práce. Cílem stavby silnice bylo propojit s mořem a tedy i se světem tehdy nově zřízenou osadu Iultin, v jejímž okolí byla koncem třicátých let objevena naleziště cínu a wolframu a tyto suroviny bylo potřeba dostat k moři, aby mohly být dopraveny loděmi dále do světa. Jedinými osadami na trase, které existovaly před stavbou silnice, byly Iultin (založen roku 1937) a Amguema. Ostatní osady na trase (včetně přístavu Egvekinot) vznikly až se stavbou silnice. Největší dopravní zatížení zažila silnice v 50. až 80. letech. Po zrušení osady Iultin přestal být poslední úsek silnice Geologičeskij – Iultin udržován a je v současné době nesjízdný. V současné době má silnice význam zejména jako spojení osady Amguema s osadou Egvekinot, která je administrativním centrem okresu.

## Sídla na trase
- Egvekinot (0. km, administrativní centrum okresu, přístav)
- Ozernyj (13. km)
- Dorožnyj (87. km)
- Amguema (91. km, kromě Egvekinotu největší osada na trase, obchod)
- Tranzitnyj
- Geologičeskij (150. km, konec sjízdného úseku)
- Iultin (zaniklá osada)

## Zajímavosti
- Poblíž osady Ozernyj silnice protíná polární kruh. Na tomto místě se přes silnici klene zajímavá kovová konstrukce upozorňující projíždějící řidiče na tuto skutečnost (foto viz např. zde Archivováno 7. 1. 2011 na Wayback Machine.).